# MV Greenpeace
El MV Greenpeace, anteriormente conocido como el Elba, fue un barco de Greenpeace construido en 1959 como un  remolcador/buque de salvamento. Fue comprado por Greenpeace en 1977 y fue equipado con modernos equipos, antes de ser botado de nuevo en 1986. En 2001 fue sustituido por el MV Esperanza.

## Historia
Durante sus 15 años de servicio con Greenpeace, el "MV" o "Cerdo negro" como era apodado por su tripulación, dio la vuelta al mundo varias veces, participando en numerosas campañas. Su primer despliegue fue como parte de un convoy de la paz, para protestar contra las pruebas nucleares francesas en el atolón de Mururoa. La siguiente década y media se vio involucrado en las campañas de Greenpeace en todo el mundo, desde el Golfo Pérsico a la Antártida.
Mientras que participaba en las protestas contra las pruebas de Estados Unidos con misiles Trident en 1989, el MV Greenpeace fue embestido por el buque de la Armada de los Estados Unidos USS Kittiwake (ASR-13). Participó en las protestas contra la reanudación de pruebas nucleares de Francia en la Polinesia francesa en 1995. Durante este tiempo, el barco fue abordado y detenido por la policía francesa en aguas internacionales. El MV Greenpeace fue reemplazado en 2001 por el MV Esperanza. Desde entonces, ha sido reconvertido a su forma original como el Elba, y ahora es un barco museo en Maassluis.